# 91 v. Chr.
Portal Geschichte | Portal Biografien | Aktuelle Ereignisse | Jahreskalender | Tagesartikel

◄ |
2. Jahrhundert v. Chr. |
1. Jahrhundert v. Chr. |
1. Jahrhundert |
►

◄ | 110er v. Chr. | 100er v. Chr. | 90er v. Chr. | 80er v. Chr. |
70er v. Chr. |
►

◄◄ | ◄ | 94 v. Chr. | 93 v. Chr. | 92 v. Chr. | 91 v. Chr. |
90 v. Chr. |
89 v. Chr. |
88 v. Chr. |
► |
►►
Staatsoberhäupter

## Ereignisse

### Politik und Weltgeschehen
- Der Bundesgenossenkrieg im Römischen Reich beginnt: In Mittel- und Süd-italien erheben sich zahlreiche italische Völkerschaften zum Kampf gegen die zunehmend als unerträglich empfundene römische Vorherrschaft, darunter Samniten, Marser und Lukaner. In dem von beiden Seiten erbarmungslos geführten Krieg sieht sich Rom bald zu Zugeständnissen gezwungen.
- Lucius Sulla unterwirft als Truppenkommandeur Kampanien und schlägt die Samniten. Seine Soldaten verleihen ihm für seine Erfolge die wohl ehrenvollste militärische Auszeichnung: die corona graminea, einen aus Gras gewundenen Lorbeerkranz.

### Kultur, Wissenschaft und Technik
- Der Arzt Asklepiades von Bithynien kommt nach Rom und heilt mit Diäten, Bewegung, Bädern, Schwitzen und Wasserkuren.
- Der chinesische Historiker Sima Qian vollendet das Shiji über die Westliche Han-Dynastie, das erste Beispiel chinesischer Geschichtsschreibung.

## Geboren
- Han Xuandi, chinesischer Kaiser († 49 v. Chr.)

## Gestorben
- Marcus Livius Drusus der Jüngere, römischer Volkstribun, ermordet (* um 124 v. Chr.)
- Lucius Licinius Crassus, römischer Politiker (* 140 v. Chr.)